# ダラス航空ショー空中衝突事故
ダラス航空ショー空中衝突事故（ダラスこうくうショーくうちゅうしょうとつじこ）は、2022年11月12日にアメリカ合衆国・テキサス州のダラスにあるダラス・エグゼクティブ空港で開催されていた航空ショーで発生した事故である。
2機はショーの最中に空中衝突しそのまま墜落、爆発を起こし炎上した。両機の乗員6人全員が死亡したとされる。

## 背景

### 事故機に関する情報
衝突したのは、両機とも第二次世界大戦時代の航空機であり、ボーイングの爆撃機B-17「フライングフォートレス」と、ベル・エアクラフトの戦闘機P-63「キングコブラ」の2機である。
前者はダグラス ロングビーチで製造されたB-17G-95-DL、Texas Raidersの愛称を持ち、機体記号はN7227Cであった。1945年に初飛行し、American Airpower Heritage Flying Museumが運用しており、B-17 フライングフォートレスとしては数少ない動態保存機であった。
後者はP-63F-1-BE キングコブラであり、機体記号はN6763であった。B-17と同じくAmerican Airpower Heritage Flying Museumにて運用されていた。なお、P-63の派生型の1つであるP-63Fはこれまでに2機しか製造されておらず、事故機はそのうちの1機であった。

### 航空ショーの情報
2機はダラス・エグゼクティブ空港で開かれていた航空ショー、「ウイングス・オーバー・ダラス」（Wings Over Dallas）の午後のプログラムに参加していた。この航空ショーは退役軍人の日の記念行事において行われており、歴史的に価値のある航空機の保存を目的とした非営利組織である記念空軍が主催したものであった。当日は退役軍人の日の週末であり、4,000人以上の観客が集まっていた。
事故当時、事故機を含む航空機はアクロバット飛行ではなく「パレード」と呼ばれる形式で飛行していた。

## 事故の経緯
事故はダラス・エグゼクティブ空港付近で、現地時間13時22分に発生した。
事故機はともに、高度な訓練を積んだボランティアが操縦しており、多くが航空会社を引退したパイロットや退役軍人であった。B-17は5機の爆撃機編隊の先導機であり、P-63は3機の戦闘機編隊における3機目であった。
13時20分頃、展示飛行を行っている最中に飛行中のB-17付近を同じく展示飛行中のP-63などの単発戦闘機(機種は不明)の編隊2機が旋回しながら通過した後、最後尾にいたP-63がB-17に左後方から接近する形で接触した。
ADS-Bデータと無線通信の記録によると、司令官が爆撃機編隊に対して、観客席から1,000フィート（300m）離れて観客席に平行に飛行するように指示し、同時に戦闘機編隊は観客席から500フィート（150m）離れて観客席に平行に、トレイル編隊で、すなわち先導機の後ろと下を他の戦闘機が飛行するように指示していた。地上から様子を見ていたパイロットは、戦闘機編隊を爆撃機編隊の前に飛行させることを明らかに意図していたと考えている。目撃者の証言によると、P-63は滑走路の進入方向へと高速で降下しながらのバンクターンを行っていた。そしてP-63はB-17の後部左舵に上から空中衝突した。P-63は粉々になり、P-63の右翼によってB-17の胴体は主翼のすぐ後ろから前後2つに切断された。空中衝突の数秒後に地面に墜落し爆発、大きな黒煙を上げて炎上した。
地上にいたパイロットは、P-63のパイロットがB-17の後ろにいたB-24爆撃機を先導機、すなわち事故機のB-17と誤認してその前方に入り込んだ結果、接近するB-17を視認できなかった可能性を指摘している。P-63のパイロットが爆撃機編隊の飛行針路からすでに回避したと誤認したため、機体の胴体を爆撃機の針路側に向けてしまい、接近するB-17を視認することが出来なくなったのではないかとしている。
本事故により、両機の乗員6人全員が死亡した。地上での死傷者はいなかった。

## 調査

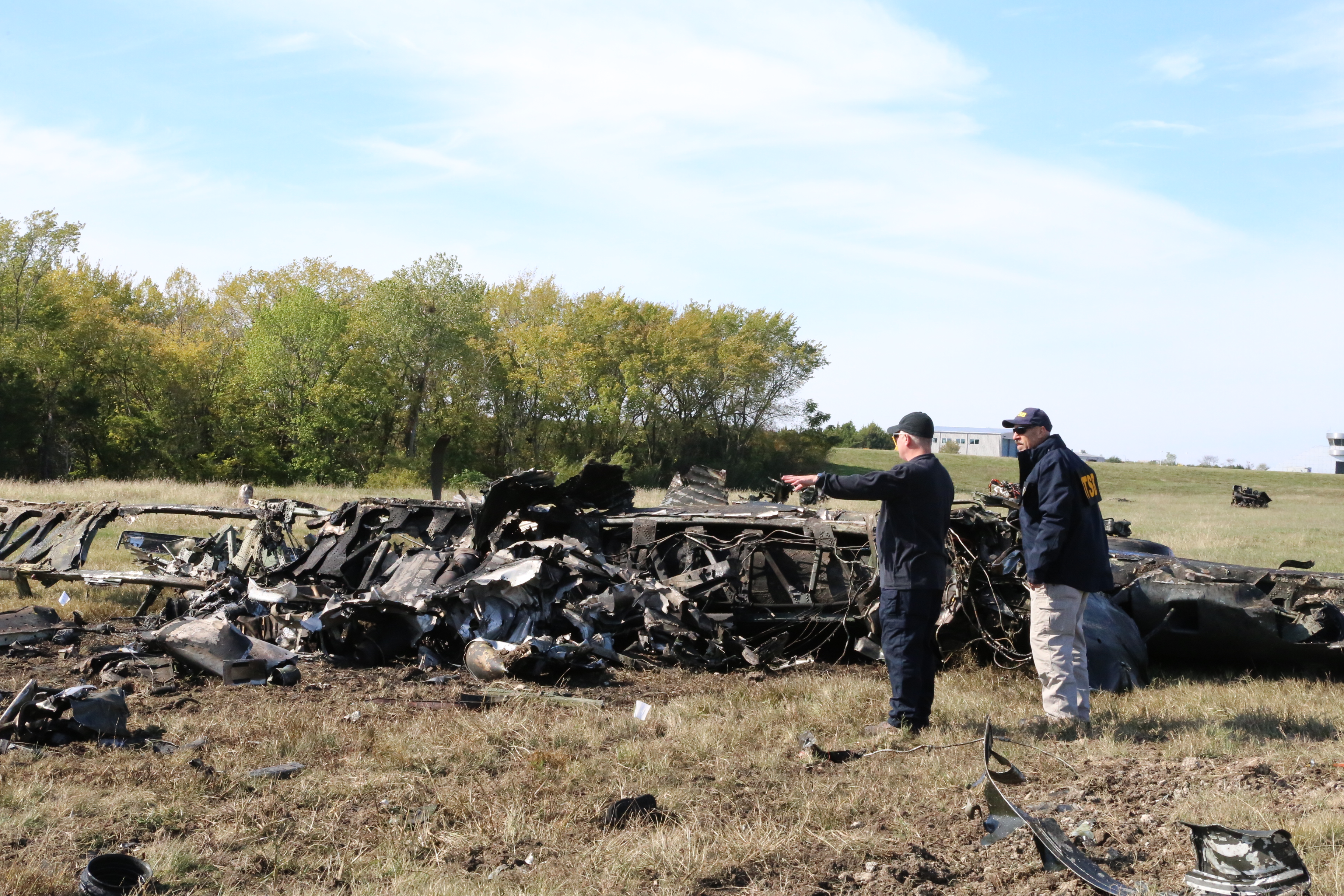
B-17の残骸を調べるFAAとNTSBの調査官

国家運輸安全委員会 (National Transportation Safety Board; NTSB)と連邦航空局 (Federal Aviation Administration; FAA)が共同で調査を開始した。
11月14日、NTSBはP-63の残骸が「安全な場所」に移動されたと発表したが、B-17の残骸は雨の影響で保全が遅れた。両機にはブラックボックスが装備されていなかったが、B-17の電子飛行ディスプレイ（EFIS）と、P-63の衛星航法装置（SNS）が回収された。これらはワシントンD.C.にあるNTSBのラボに送られ、データならびに関連情報の回収処理が進められた。
11月30日、NTSBは一次報告を発表した。報告書では、飛行前や飛行中における高度の衝突解消の議論の欠如、すなわち複数機が同じ高度を飛行することが許可されていたことを問題として指摘した。報告書ではほかにも、飛行中にP-63の衛星航法装置が何の情報も記録していなかったことを指摘した。
また、事故機のうちP-63について、金属製の補強材によりコックピットからの視認性が損なわれていたことが示された。
2023年1月12日、ATCとパイロットの会話内容が公開され、パイロットに対して高度に関する情報が全く与えられていなかったことが示された。

## 事故への反応
ダラス郡のクレイ・ジェンキンス判事はTwitterにて、「今日のウイングス・オーバー・ダラスの航空ショーでの恐ろしい悲劇の影響を受けたすべての人々と家族に心から同情します。影響を受けたすべての人のためにどうか祈ってください。」と投稿した。ダラス市長のエリック・ジョンソンは当事故について「私たちの街の恐ろしい悲劇」と述べた。航空ショーを主催した記念空軍の会長は、「航空ショーの最中のこういった空中衝突は「非常にまれ」である」と述べた。